# Ilka van de Vyver
Ilka van de Vyver (Dendermonde, 26 gennaio 1993) è una pallavolista belga, palleggiatrice del PAOK.

## Carriera

### Club
La carriera da professionista di Ilka van de Vyver inizia nella stagione 2009-10 quando esordisce nella massima serie del campionato belga, la Volleyliga, con l'Asteríx Kieldrecht, club a cui resta legata per tre stagioni vincendo tre scudetti, due Coppe del Belgio ed una Supercoppa belga. Nella stagione 2012-13 si trasferisce nel club francese del RC Cannes, in Ligue A, con cui, in tre annate, vince tre campionati consecutivi e due coppe nazionali.
Nell'annata 2015-16 viene ingaggiata dal San Casciano, nella Serie A1 italiana, ma a metà stagione viene ceduta al club sloveno del Kamnik, dove resta anche per la stagione successiva. Per il campionato 2017-18 si accasa al Vilsbiburg, nella 1. Bundesliga tedesca, dove rimane per due annate, prima di trasferirsi in Romania nella stagione 2019-20 per disputare la Divizia A1 con la maglia del Târgoviște, con cui conquista lo scudetto 2020-21.
Per il campionato 2021-22 ritorna nella 1. Bundesliga vestendo la maglia del MTV Stoccarda, con cui si aggiudica la Coppa di Germania e lo scudetto, mentre nel campionato seguente gioca in Turchia, disputando la Sultanlar Ligi con il Sigorta Shop fino a dicembre, quando si trasferisce per il resto dell'annata in Romania, tornando a indossare la casacca del Târgoviște.
Resta nella massima divisione rumena anche nella stagione 2023-24, ma difendendo i colori del Voluntari, con il quale conquista lo scudetto. Nella stagione seguente si trasferisce in Grecia, ingaggiata in Volley League dal PAOK.

### Nazionale
Fa parte delle nazionali giovanili belghe: con quella Under-18 vince nel 2009 la medaglia d'oro al campionato europeo e quella di bronzo al campionato mondiale, mentre nel 2012 ottiene le prime convocazioni nella nazionale maggiore, con cui un anno dopo vince la medaglia d'argento all'European League e quella di bronzo al campionato europeo.

## Palmarès

### Club
- Campionato belga: 3

2009-10, 2010-11, 2011-12
- Campionato francese: 3

2012-13, 2013-14, 2014-15
- Campionato rumeno: 2

2020-21, 2023-24
- Campionato tedesco: 1

2021-22
- Coppa del Belgio: 2

2009-10, 2010-11
- Coppa di Francia: 2

2012-13, 2013-14
- Coppa di Germania: 1

2021-22
- Supercoppa belga: 1

2010

### Nazionale (competizioni minori)
- Campionato europeo under 18 2009
- Campionato mondiale under 18 2009
- European League 2013

### Premi individuali
- 2009 - Campionato europeo Under-18: Miglior palleggiatrice